# Diana Maddock
Pour les articles homonymes, voir Maddock (homonymie).
Diana Margaret Maddock, baronne Maddock, née Derbyshire le 19 mai 1945 à Berwick-upon-Tweed (comté de Northumberland, Angleterre) et morte le 26 juin 2020 dans la même ville, est une femme politique britannique qui a été députée du Parlement du Royaume-Uni pour Christchurch de 1992 à 1997.
De 1998 à 2000, elle a présidé le parti des Démocrates libéraux.